# Café Brasilero
O Café Brasilero (Café Brasileiro, em português) é um dos bares mais tradicionais do Uruguai. Está localizado na Rua Ituzaingó, 1447, no bairro da Cidade Velha, Montevidéu.
O local, que é patrimônio cultural, ficou conhecido por ter diversos artistas, poetas e escritores como clientes, a exemplo do escritor Eduardo Galeano e do cantor de tango, Carlos Gardel. Além do mais, trata-se da mais antiga empresa do Uruguai, ainda em funcionamento, fundada em 1877.

## História
Fundado em 1877 por Correa e Pimentel, o Café Brasilero localiza-se em um edifício que é patrimônio arquitetônico, mantém sua decoração da época da fundação, com um toque de art nouveau de artefatos de bronze, além de cadeiras italianas e demais móveis, que mantêm o estilo apresentado desde sua inauguração.
O café também foi o primeiro do tipo a ser declarado de interesse cultural pelo município de Montevidéu.
As primeiras palavras do romance El Pozo de Juan Carlos Onetti foram escritas no Café Brasilero. Ele também foi visitado por outras pessoas notáveis, como: Mario Benedetti, Idea Vilariño, Juan Carlos Onetti e José Enrique Rodó.
Em seu cardápio está o Café Galeano, em homenagem ao escritor Eduardo Galeano, frequentador do estabelecimento por mais de vinte anos.